# La Merlatière
La Merlatière – miejscowość i gmina we Francji, w regionie Kraj Loary, w departamencie Wandea.
Według danych na rok 1990 gminę zamieszkiwały 603 osoby, a gęstość zaludnienia wynosiła 41 osób/km² (wśród 1504 gmin Kraju Loary La Merlatière plasuje się na 783. miejscu pod względem liczby ludności, natomiast pod względem powierzchni na miejscu 791.).